# Арінніті
Арінніті — богиня сонця в хетській міфології, дружина Тешуба, царя богів. Її культовий центр - Арінна.
У деяких джерелах вона називається головним богом замість чоловіка. Вона найчастіше з'являється також як первісна, хтонічна богиня, або богиня землі. Багато в чому вона подібна до хурритської богинею Хебат.

## Культ
Наприкінці XIV століття до нашої ери Арінніті особливо шанував імператор Мурсілі II.
Була однією з трьох найважливіших солярних божеств у хетському пантеоні - крім неї це були UTU nepisas "сонце неба" і UTU taknas "сонце землі". Ця богиня перейшла в хетський пантеон у період Стародавнього царства від протохетів (хатті), де фігурувала як Вурунсему.

У літописі Хаттусілі I, крім перерахування дарів для храму в Арині, цар так говорить про Сонячну богину Арінни:
І мене Богиня Сонця Арінни як дитя своє на коліна свої клала, і за руку вона мене тримала. І переді мною в бій Богиня Сонця Аріни прямувала, мені поспішаючи.
Збереглася звернена до сонячної богині Аріни зворушлива молитва Пудухепи, дружини царя Хаттусілі III:
Сонячна Богиня міста Арінни, моя пані, господиня земель країни Хатті, цариця Неба та Землі! Сонячна Богиня міста Аріни, моя пані, змилуйся з мене, почуй мене! Люди кажуть: «Божество виконує бажання жінки, коли вона страждає під час пологів». А я, Пудухеппа, жінка, мучаюсь при пологах, і я присвятила себе твоєму синові, так змилуйся наді мною, Сонячна Богиня міста Арінни, моя пані! Виконай те, про що я прошу! Подаруй життя Хаттусілісу, твоєму слузі! Нехай довгі дні та роки йому дадуть Богині Долі та Богиня-Мати. Ти ж, високе божество, серед богів вище за інших, і всі боги тебе слухають, і ніхто не звернеться до тебе без відповіді. У зборах усіх богів попроси у них життя Хаттусілісу!